# Elko (Nevada)
Elko ist eine City im Elko County im US-Bundesstaat Nevada und zugleich Verwaltungssitz des County, dem die Stadt ihren Namen gab. Das U.S. Census Bureau hat bei der Volkszählung 2020 eine Einwohnerzahl von 20.564 auf einer Fläche von 37,5 km² ermittelt. Die Bevölkerungsdichte liegt bei 548 Einwohnern je km².
Sie wurde 1869 gegründet, als die Central Pacific Railroad sich in die Gegend des Humboldt River vorschob, in der Elko heute liegt.
Die Stadt besitzt mit dem Elko Municipal-J.C. Harris Field einen eigenen kleinen Regional-Flugplatz mit Verbindungen nach Reno und Salt Lake City (hauptsächlich sog. „Kasino-Flieger“ und Geschäftsflüge der regionalen Minenbetreiber).
Ähnlich wie das ca. 650 km weiter südlich gelegene Las Vegas war Elko zunächst nur ein Umschlagplatz für Ausrüstungsgüter und Waren, die in den umliegenden Goldminen Nord-Nevadas gebraucht wurden (u. a. die Goldmine von Tuscarora, ca. 90 km nordwestlich von Elko). Mit der Legalisierung des Glücksspiels in ganz Nevada im Jahr 1931 wurden in der Stadt die ersten Kasinos, Spielhallen und Hotels gebaut, die noch heute das Bild der die Stadt durchziehenden Hauptstraße prägen, der Idaho Street.
Neben der logistischen Funktion für die Minenindustrie ist Elko auch ein Mittelpunkt der lokalen Farmer- und Rancherwirtschaft. Davon zeugt u. a. das „Elko Cowboy Poetry Festival“, das alljährlich in der letzten Januarwoche stattfindet und sowohl Amateure wie Profis der Country-&-Western-Szene aus dem ganzen Land samt ihren Fans anzieht.

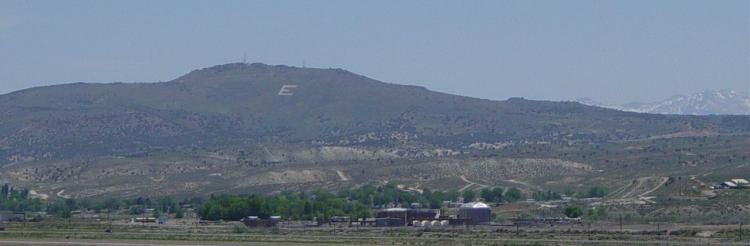
Elko, südlicher Stadtrand

Elko wurde 1993 in einem Buch über US-Kleinstädte unter 20.000 Einwohner als „beste amerikanische Kleinstadt“ bezeichnet („The Best Small Town in America for the highest quality of life“) und nutzt diese „Auszeichnung“ seither zur Eigenwerbung. Die Stadt beherbergt das „Northeastern Nevada Museum“ mit Exponaten aus der Kultur der Ureinwohner des Gebietes um Elko, den Western-Shoshone-Indianern, aber auch aus der Frühzeit der weißen Besiedlung und aus dem Bereich des Gold- und Silberbergbaus. Das frühere „Pioneer Hotel“ im Stadtkern Elkos wurde mittlerweile in ein museumähnliches „Western-American-Folk-Art“-Zentrum umgewandelt.
Elko ist der Geburtsort von Morley Griswold, einem Politiker und von 1934 bis 1935 Gouverneur von Nevada. Elko ist auch einer der Schauplätze des 2005 erschienenen Films Don’t Come Knocking von Wim Wenders.